# 多夫若克 (卡緬涅茨-波多利斯基區)
48°40′46″N 26°31′35″E / 48.67944°N 26.52639°E
多夫若克（烏克蘭語：Довжок），是烏克蘭的村落，位於該國西部赫梅利尼茨基州，由卡緬涅茨-波多利斯基區負責管轄，面積6.1平方公里，2025年人口4,043，人口密度每平方公里698.7人。